# Inverness Caledonian Thistle Football Club 2018-2019
Questa voce raccoglie le informazioni riguardanti l'Inverness Caledonian Thistle Football Club nelle competizioni ufficiali della stagione 2018-2019.

## Stagione
- In Scottish Championship l'Inverness si classifica al 3º posto (56 punti), dietro a Ross County e Dundee Utd e davanti all'Ayr Utd. Ai play-off batte l'Ayr United al quarto di finale (4-2 complessivo), poi perde in semifinale contro il Dundee United (0-4 complessivo).
- In Scottish Cup viene eliminato in semifinale dagli Hearts (3-0).
- In Scottish League Cup non supera la fase a gironi, classificandosi al secondo posto (9 punti) nel gruppo C dietro agli Hearts e davanti a Cowdenbeath, Cove Rangers e Raith Rovers.

## Maglie e sponsor
| Casa | Trasferta |

## Rosa
| N. |                        | Ruolo | Calciatore               |
| -- | ---------------------- | ----- | ------------------------ |
| 1  | Scozia (bandiera)      | P     | Mark Ridgers             |
| 2  | Scozia (bandiera)      | D     | Shaun Rooney             |
| 3  | Inghilterra (bandiera) | D     | Carl Tremarco (capitano) |
| 4  | Scozia (bandiera)      | D     | Joe Chalmers             |
| 5  | Scozia (bandiera)      | D     | Coll Donaldson           |
| 6  | Scozia (bandiera)      | D     | Jamie McCart             |
| 7  | Scozia (bandiera)      | C     | Liam Polworth            |
| 8  | Irlanda (bandiera)     | C     | Darren McCauley          |
| 9  | Scozia (bandiera)      | A     | Nathan Austin            |
| 10 | Irlanda (bandiera)     | C     | Aaron Doran              |
| 11 | Scozia (bandiera)      | C     | Tom Walsh                |
| 15 | Scozia (bandiera)      | C     | Sean Welsh               |
| 19 | Scozia (bandiera)      | A     | Jordan White             |
| 22 | Scozia (bandiera)      | D     | Brad McKay               |

| N. |                   | Ruolo | Calciatore         |
| -- | ----------------- | ----- | ------------------ |
| 23 | Scozia (bandiera) | D     | Daniel MacKay      |
| 24 | Canada (bandiera) | C     | Charlie Trafford   |
| 25 | Galles (bandiera) | P     | Owain Fôn Williams |
| 29 | Scozia (bandiera) | D     | Kevin McHattie     |
| 30 | Scozia (bandiera) | C     | Aidan Wilson       |
| 31 | Scozia (bandiera) | D     | Logan Johnstone    |
| 32 | Scozia (bandiera) | D     | Ryan McRitchie     |
| 33 | Scozia (bandiera) | P     | Martin McKinnon    |
| 34 | Scozia (bandiera) | D     | Donald Morrison    |
| 35 | Scozia (bandiera) | C     | Roddy MacGregor    |
| 36 | Scozia (bandiera) | D     | Harry Nicolson     |
| 40 | Scozia (bandiera) | C     | Cameron Harper     |
| 41 | Scozia (bandiera) | D     | Ryan Fyffe         |
| 43 | Scozia (bandiera) | A     | Roddy Kennedy      |